# Møgeltønder Sogn
Møgeltønder Sogn (deutsch Mögeltondern) ist eine Kirchspielslandgemeinde (dänisch Sogn) in Sønderjylland (Nordschleswig), sieben Kilometer westlich der Stadt Tønder gelegen. Die Südgrenze des Kirchspiels ist zugleich die deutsch-dänische Staatsgrenze. Es gehörte bis 1970 zur Harde Tønder, Højer og Lø Herred im damaligen Tønder Amt, danach zur Tønder Kommune im damaligen Sønderjyllands Amt, die im Zuge der Kommunalreform zum 1. Januar 2007 in der „neuen“  Tønder Kommune in der Region Syddanmark aufgegangen ist.

## Gemeindegebiet

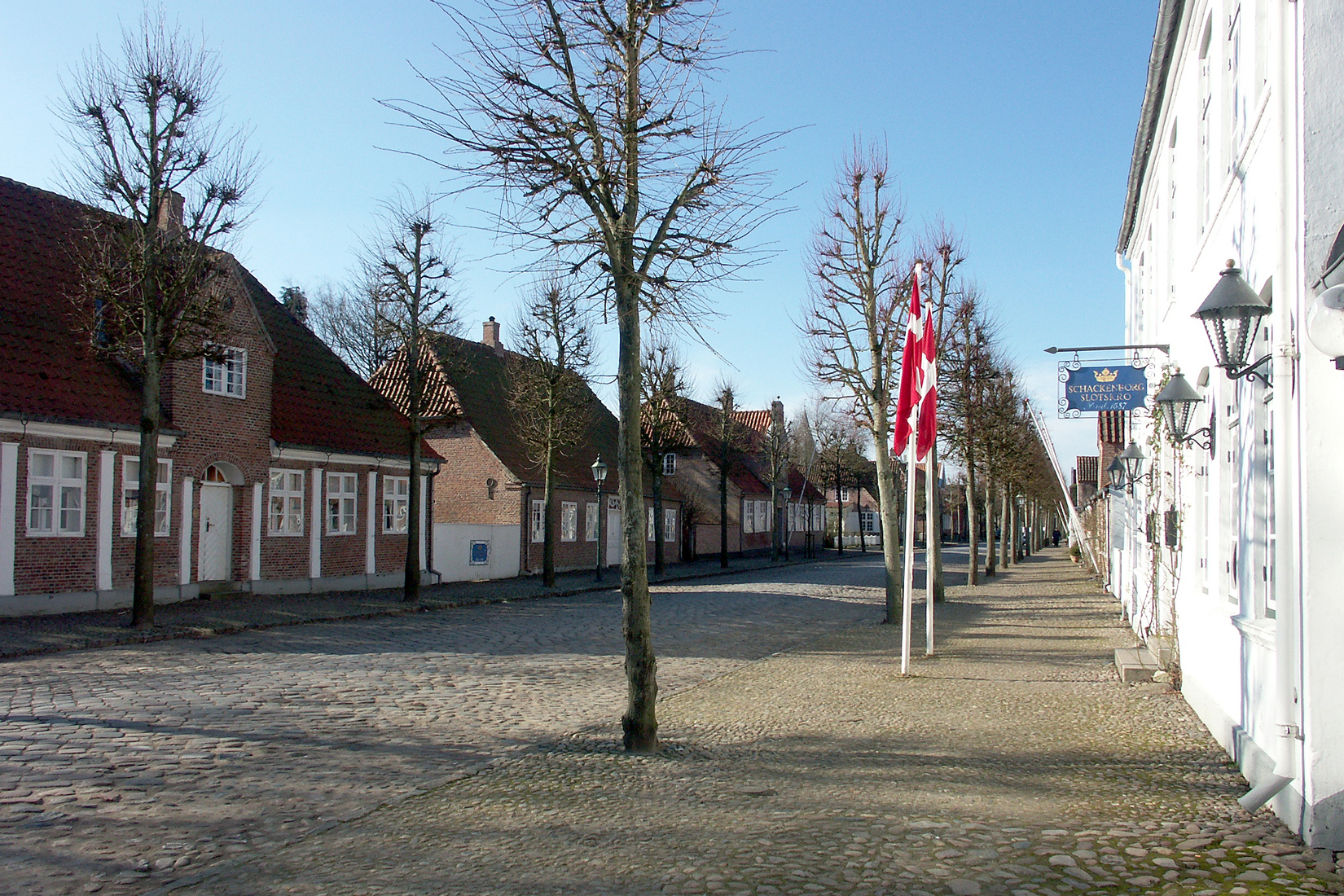
Møgeltønder

Das Gebiet um Møgeltønder ist sehr flach, die höchste Erhebung beträgt nur 14 Meter. Es besteht zu einem großen Teil aus Marschenland, namentlich der erst durch Eindeichungen im 16. Jahrhundert gewonnene Koog im Süden des Kirchspiels. Im Norden sind die Böden leicht und sandig, da dieser Teil zur schleswigschen Geest gezählt wird.
Die Kirchspielsgemeinde Møgeltønder hat 1024 Einwohner auf einer Fläche von 34,76 km², davon 757 im Kirchdorf. Sie enthält folgende Wohnplätze, die der Übersicht halber nach den 1867–1920 bestehenden sechs Landgemeinden aufgeführt sind:
- Bønderby (deutsch Bönderby) mit den Wohnplätzen Brink, Kannikhuus, Markhedegaard, Pugwerf oder Pokkebølgaard und Trægaard
- Stokkebro mit den Wohnplätzen Nørtoft, Søndertoft und Toghale
- Gallehus (deutsch Gallehuus) mit den Wohnplätzen Frifelt, Nordfeld, Nyvang und Rosengaard
- das Kirchdorf Møgeltønder mit den Wohnplätzen Lindskov, Midtfeld, Östergaard und Roi (Råde)
- Sønderby (deutsch Sönderby) mit dem Wohnplatz Villegaard
- Sydfelt (deutsch Südfeld) mit den Wohnplätzen Emmerlykke, Gammeldige, Kjergaardshof (Kærgaardshof), Sødam, Supskog, Wester Anflod und Westerfeld

Nachbargemeinden sind im Westen Højer (deutsch Hoyer), im Norden Daler (deutsch Dahler), im Osten Abild (deutsch Abel), Tønder Sogn und Ubjerg (deutsch Uberg), sowie im Süden – jenseits der Grenze – Aventoft.

## Geschichte

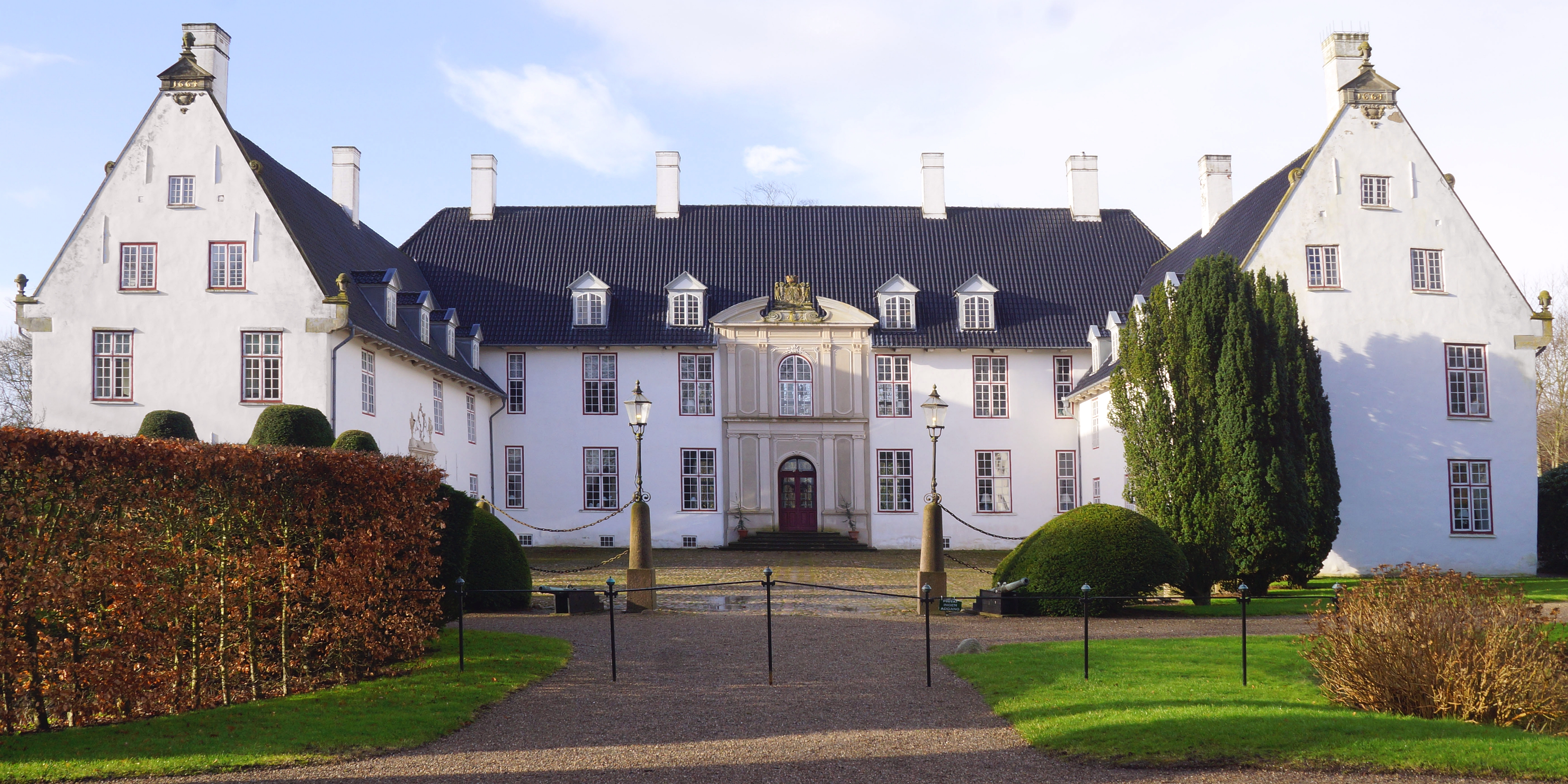
Schloss Schackenborg von der Parkseite

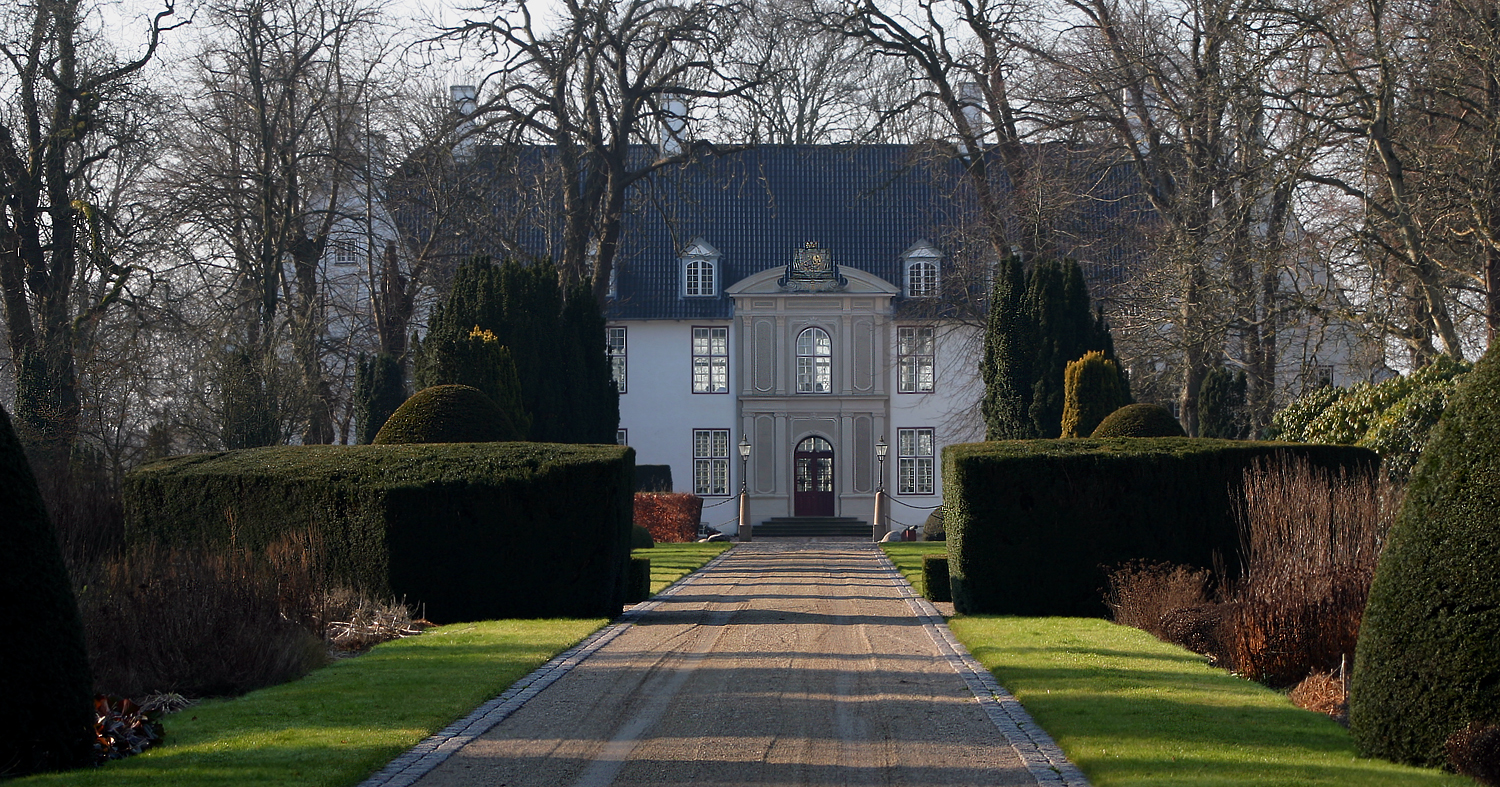
Schloss Schackenborg

Møgeltønder ist ein sehr alter Ort, und der Name (mögel = groß; vgl. Mecklenburg) verweist auf ein höheres Alter gegenüber der benachbarten Stadt (Klein) Tondern. Im Gegensatz zu dieser blieb es jedoch ein einfaches Kirchdorf. Im 13. Jahrhundert besaß der Bischof von Ripen einen befestigten Hof, der gleichzeitig Verwaltungszentrum für eine Reihe bischöflicher Besitzungen im Umland wurde. Da der Bischof unter das Königreich Dänemark und nicht unter das Herzogtum Schleswig gehörte, wurden seine Besitzungen nach dem Friedensschluss zwischen dem dänischen König und dem Grafen von Holstein 1435 nicht der Herrschaft des Letzteren übertragen. Møgeltønder bildete mehr als vier Jahrhunderte lang eine Exklave des Königreichs auf dem Territorium des Herzogtums Schleswig. Allerdings gehörten einige Besitzungen zum Herzogtum Schleswig.
Nach der Reformation wurde der Haupthof in Møgeltønder als Gutshof weiter geführt. 1661 wurde der gesamte Besitz dem verdienten Feldherrn Hans Schack aus Unewatt übertragen, der einige Jahre später in den Grafenstand erhoben wurde. Er errichtete an Stelle der baufälligen Burg das Schloss Schackenborg. Die Grafschaft umfasste zeitweise fast alle Enklaven des Königreichs in Schleswig. Der Ort blieb Sitz eines Untergerichts. Nach Beendigung der adeligen Gerichtsbarkeit wurde er 1810 mit dem Nachbarbezirk Ballum zusammengefasst. Møgeltønder entwickelte sich zu einem recht bedeutenden Kirchdorf.
1639 und 1734 wurden bei Gallehus die berühmten Goldhörner gefunden, die eine der ältesten germanischen Runenschriften enthalten. Kopien der 1802 vernichteten Originale befinden sich im Nationalmuseum in Kopenhagen.
Da der Ort nicht zum Herzogtum Schleswig gehörte, blieb der deutsche Einfluss gering. Der Deutsch-Dänische Krieg 1864 führte zur Abtretung der westschleswigschen königlichen Enklaven an Preußen, während einige nordschleswigsche Kirchspiele zwecks Abrundung der Grenze im Gegenzug zu Dänemark kamen. Der Ort blieb von Landhandwerk und Landwirtschaft geprägt.
1867 kam das Kirchspiel zum neu gebildeten Kreis Tondern. Es wurde in sechs Landgemeinden geteilt. Untere Polizeibehörde war zunächst die Hardesvogtei Wiesby. 1889 wurde diese durch kleinere Amtsbezirke ersetzt. Der Amtsbezirk Mögeltondern entsprach genau dem Kirchspiel.
Der Ort erhielt 1892 einen Eisenbahnanschluss.
Bei der Volksabstimmung von 1920 votierte der allergrößte Teil der Bewohner im Gegensatz zu den Nachbarorten Højer und Tønder für Dänemark (712:113). Nach der Vereinigung bildete Møgeltønder mit seinen Nachbardörfern eine Kirchspielsgemeinde, bis es im Zuge der Kommunalreform 1970 zur Kommune Tondern gelegt wurde.
1990 übertrug der letzte Graf Schack seinen Besitz dem dänischen Königshaus. Bis 2014 befand sich das Schloss Schackenborg mit den zugehörigen Bauten und Ländereien im Besitz des Prinzen Joachim, dem jüngeren Sohn der dänischen Königin Margrethe II. Der Besitzwechsel hat den Tourismus in seiner Bedeutung für den Ort mit dem sehr schön erhaltenen Ortskern weiter gestärkt.
Am 24. Mai 2008 gaben sich Prinz Joachim und Marie Cavallier in der Kirche von Møgeltønder das Jawort.

## Sehenswürdigkeiten

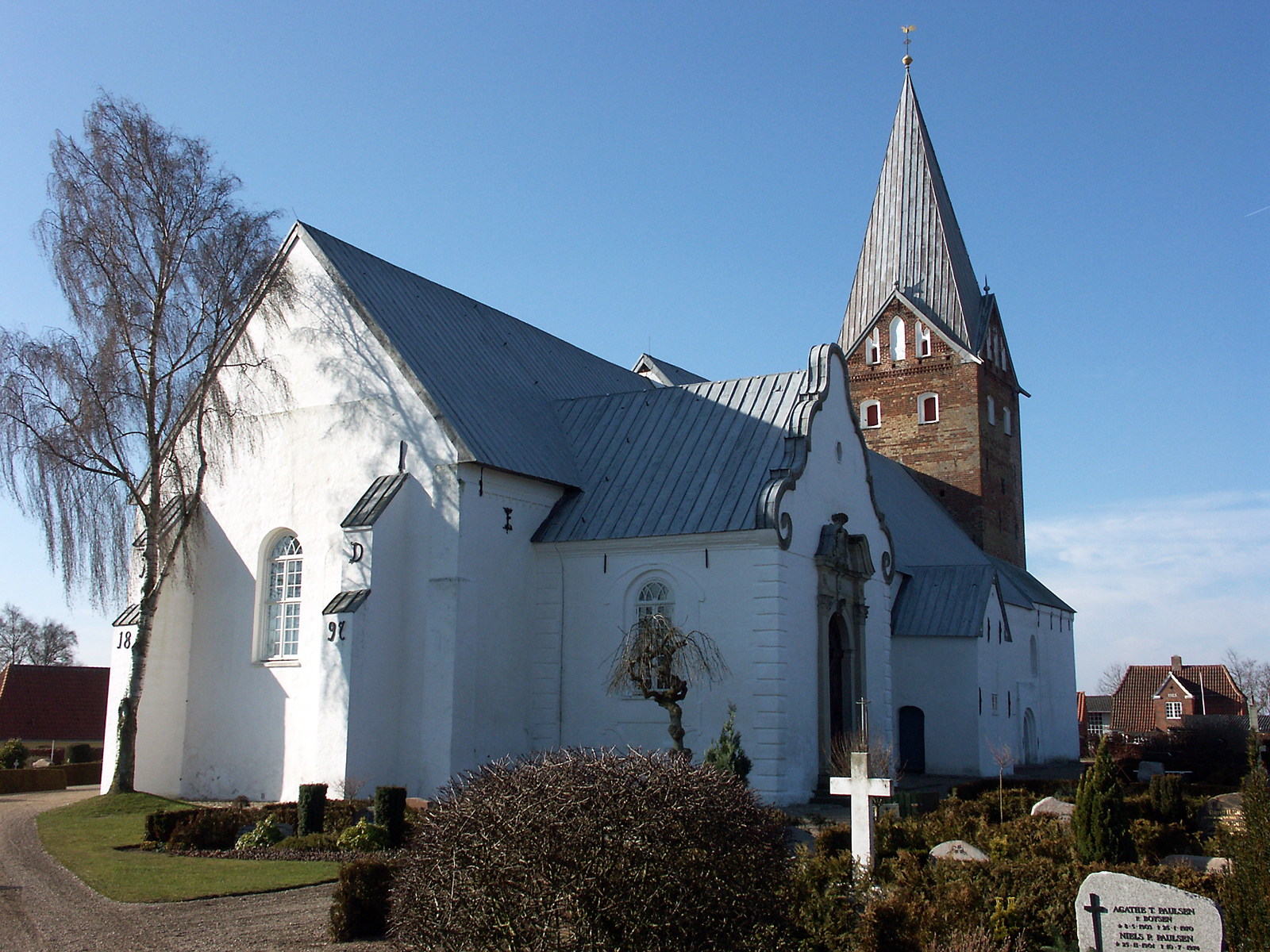
Kirche in Møgeltønder

- Schloss Schackenborg, Besitz  der Stiftung Schackenborg (dänisch Schackenborg Fonds), Führungen im Schloss  bei Voranmeldung möglich
- Schlossstraße, Hauptstraße des Ortes, außerordentlich gut erhaltenes geschlossenes Ensemble friesisch anmutender Reetdachhäuser, Lindenallee
- Møgeltønder Kirke, stattlicher romanisch-gotischer Bau, sehenswert v. a. Altar und Fresken
- Lindskov Mølle, Wassermühle bei Mögeltondern mit Bauten aus dem 18. Jahrhundert
- einige alte stattliche Höfe; besonders gut erhalten Kjergaardshof
- Gedenksteine für die Funde der Goldhörner in Gallehus, am gleichen Ort denkmalgeschützte Reetdachhäuser

## Verkehr
Mögeltondern ist über eine gut ausgebaute Landstraße mit Tondern und Hoyer verbunden. Eine weitere Verbindung führt nach Süden über die deutsch-dänische Grenze bei Aventoft. Die Bahnstrecke Tønder–Højer Sluse wurde 1965 abgebaut. Im östlich gelegenen Tondern besteht eine Bahnverbindung nach Esbjerg sowie seit wenigen Jahren auch wieder nach Niebüll über die Marschbahn. Wegen der Grenze liegt Mögeltondern heute relativ abseitig.

## Persönlichkeiten
- Jens Jessen (1854–1906), deutsch-dänischer Redakteur und Mitglied des Deutschen Reichstags